# Террі Данфілд
Террі Данфілд (англ. Terry Dunfield, нар. 20 лютого 1982, Ванкувер) — канадський футболіст, що грав на позиції півзахисника. По завершенні ігрової кар'єри — тренер. Виступав за низку канадських і закордонних клубів, а також національну збірну Канади.

## Клубна кар'єра
Террі Данфілд народився 1982 року в місті Ванкувер. Розпочав займатися футболом на батьківщині, де його помітили скаути англійського клубу «Манчестер Сіті», та запросили до футбольної школи клубу. У 2000 році Данфілд розпочав грати в основній команді клубу, проте зіграв лише в одному матчі чемпіонату, і в 2002 році перейшов до іншої англійської команди «Бері», в якій грав до 2005 року.
У 2006 році Террі Данфілд став гравцем англійської команди «Вустер Сіті», а в 2007 році перейшов до іншого англійського клубу «Маклсфілд Таун», у якому грав до 2009 року. У 2009—2010 роках півзахисник грав у складі англійського клубу «Шрусбері Таун».
У 2010 році Данфілд повернувся на батьківщину до клубу «Ванкувер Вайткепс», який наступного року розпочав грати в Major League Soccer. У 2011 році футболіст перейшов до іншого канадського клубу Major League Soccer «Торонто», в якому грав до 2013 року. У 2014 році Данфілд повернувся до Британії, де в 2014—2015 роках грав за англійський клуб «Олдем Атлетик» та шотландський «Росс Каунті». Завершив ігрову кар'єру футболіст у команді Канадської футбольної ліги «Торонто Атомік», за яку виступав протягом 2016 року.

## Виступи за збірні
У 2000 році Террі Данфілд дебютував у складі юнацької збірної Англії, за яку зіграв 1 матч. Пізніше Данфілд вирішив змінити футбольне громадянство, і з 2000 року грав у складі молодіжної збірної Канади, за яку до 2003 року зіграв 7 матчів.
У 2010 році Террі Данфілд дебютував у складі національної збірної Канади. У складі збірної був учасником розіграшу Золотого кубка КОНКАКАФ 2011 року. Загалом протягом кар'єри в національній команді, в якій грав до 2013 року, провів у її складі 14 матчів, забивши один гол.

## Кар'єра тренера
У 2017 році Террі Данфілд розпочав тренерську кар'єру, та став одним із тренерів молодіжної команди клубу «Торонто». У 2023 році нетривалий час Данфілд був виконуючим обов'язки головного тренера клубу «Торонто», після чого продовжив роботу в тренерському штабі клубу.